# سامال یسلیامووا
سامال یسلیامووا ((به قزاقی: Самал Ілиясқызы Есләмова)؛ زادهٔ ۱ سپتامبر ۱۹۸۴) بازیگر اهل قزاقستان است. او به خاطر بازی در فیلم آیکا، جایزه نخل بهترین بازیگر زن از جشنواره کن ۲۰۱۸ را به دست آورد.
یسلیامووا تحصیلات حرفه‌ای خود را سال ۲۰۱۱ در موسسه هنرهای نمایشی روسیه که به عنوان GITIS شناخته می‌شود به پایان رسانده است. وی در دوران دانشجویی برای نخستین بار در فیلم تولپان به کارگردانی سرگئی دوورتسووی ایفای نقش کرد. ده سال بعد در دومین همکاری با سرگئی دوورتسووی در فیلم آیکا توانست جایزه بهترین بازیگر زن را در جشنواره‌های کن، پرتقال طلایی آنتالیا و جوایز سینمایی فیلم آسیایی و نیکا از آن خود کند.

## فیلمشناسی
- تولپان (۲۰۰۸)
- آیکا (۲۰۱۸)